# Zaboiski
Zaboiski (del ruso: Забойский) es un posiólok del raión de Slaviansk del krai de Krasnodar, en el sur de Rusia. Está situado en la orilla izquierda del Protoka, uno de los distributarios del delta del Kubán, 35 km al norte de Slaviansk-na-Kubani y 96 km al noroeste de Krasnodar, la capital del krai. Tenía 2 429 habitantes en 2010.
Es cabeza del municipio Zaboiskoye, al que pertenecen asimismo Solodkovski y Dereviankovka.

## Historia
La localidad fue fundada como unión de varios caseríos dispersos en la década de 1920. Su nombre deriva de zaboi o zabivania yerikov que eran lugares en los que se construían defensas contra los desbordamientos del río, y que era donde se asentaban los colonos, pescadores cosacos en su mayoría, que habían comenzado a establecerse el área del posiólok a mediados del siglo XIX.

## Lugares de interés
En la población se halla la iglesia Sviatogo blagovernogo kniazia Aleksandra Nevskogo y un museo de etnografía. En el centro de Zaboiski hay un complejo memorial dedicado a los caídos en la defensa y posterior liberación de la localidad durante la Gran Guerra Patria en 1942-1943; y un monumento a Lenin.

## Economía
Las principales empresas de la localidad son: OOO Proazovie, OOO Kara-Kubán, la cooperativa de agricultores Sliusarenko, la OOO Solo y la OOO Nauka Plius.

## Servicios sociales
La población cuenta con un jardín de infancia (nº40), una escuela secundaria (nº20), una escuela de deportes, una enfermería, una Casa de Cultura y una biblioteca, entre otros establecimientos.